# Archytas incertus
Archytas incertus là một loài ruồi trong họ Tachinidae.